# Nicolas Lefèvre (Chemiker)

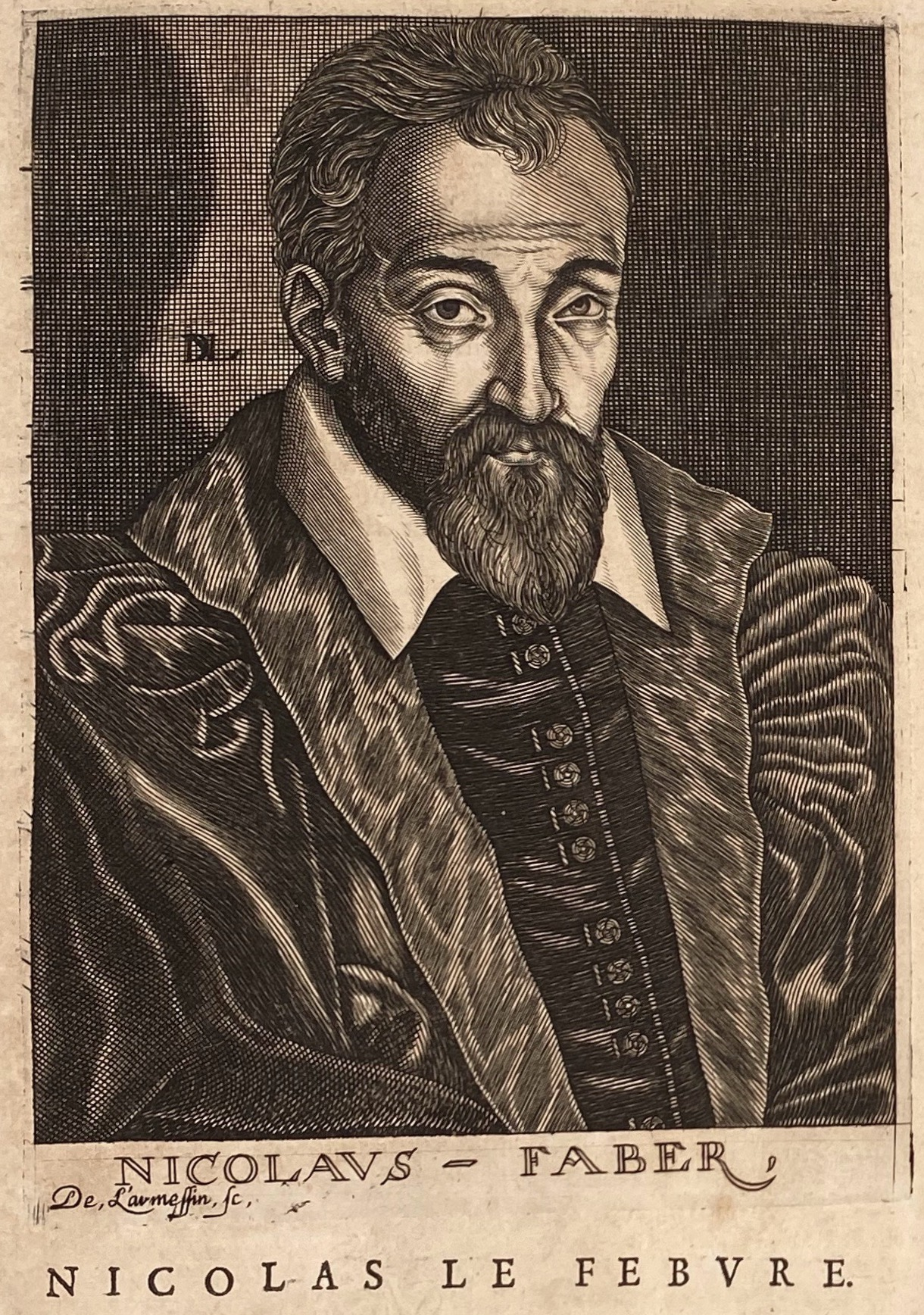
Nicolas Le Febvre (1682)

Nicolas Lefèvre, auch Nicaise Le Febvre oder Le Fevre, (* 1610 in Sedan; † 1669 in London) war ein französischer Chemiker.
Er besuchte die Calvinistische Akademie in Sedan und arbeitete ab 1625 in der Apotheke seines Vaters in Sedan. Sein Vater starb vor dem Ende seiner Ausbildung und er erhielt bis zur Meisterprüfung Unterricht vom Arzt und Professor an der Calvinisten-Akademie Abraham Duhan. Danach führte er die väterliche Apotheke bis etwa 1646/47, als er nach Paris ging. Er war in Paris anfangs unter der Patronage seines Glaubensgenossen Samuel du Clos und gab zunächst Privatkurse in Pharmazie und Chemie, wurde 1652 Apotheker des Königs und Demonstrator am Jardin des Plantes (Jardin du Roi), das heißt, er hielt dort öffentlich Vorlesungen über Chemie. Dabei unterrichtete er auch royalistische Emigranten aus England wie Kenelm Digby. 1664 ging er auf Einladung von Karl II. nach London, war dort Hofapotheker, königlicher Professor und seit 1661 Mitglied der Royal Society. Er starb im Frühjahr 1669 und liegt in St. Martin-in-the-Fields begraben.
Er ist Verfasser eines der ersten Chemielehrbücher, das zuerst 1660 erschien. Das Buch basierte auf vielen eigenen Experimenten und erlebte zahlreiche Auflagen. Er unterschied reine Chemie von pharmazeutischer Chemie (wobei er im Vorwort den Vorsprung zeitgenössischer deutscher pharmazeutischer Chemie feststellte, besonders Johann Schröder und Johann Zwelfer), war ein Anhänger der Iatrochemie in der Nachfolge von Paracelsus und ein Gegner alchemistischen Schwindels. Bei der Kalzination von Metallen (Antimon) mit Brennspiegeln beobachtete er eine Massenzunahme.
Er war Herausgeber der Beschreibung der Präparation von Great Cordial von Walter Raleigh (eines pharmazeutischen Werks, London 1664), ist aber nicht mit dem Übersetzer von Thomas Browne ins Französische (Religion du médecin, Den Haag 1688) identisch.

## Schriften
- Chimie théorique et pratique. Paris 1660, 1669,[2] 1674 (und 1751 als Cours de Chymie bearbeitet von Arthur Du Monstier, Apotheker bei der Marine[3])
  - Englische Übersetzung: A compendious body of chemistry. London 1662, 1664, 1670, 1740
  - Deutsche Übersetzung: Chymischer Handleiter. Nürnberg 1672, sowie 1675, 1676, 1685, 1688,
  - Lateinische Übersetzung: Besançon 1751